# باريس تورز 2009
باريس تورز 2009 (بالفرنسية: Paris-Tours 2009)‏ هو سباق دراجات هوائية، وهو الموسم رقم 103 من باريس تورز، وأقيم في 10 أكتوبر 2009 ضمن سباقات طواف أوروبا للدراجات 2008–09.
فاز بالمركز الأول فيليب جيلبير، وبالمركز الثاني توم بونن، وبالمركز الثالث بوروت بوزيتش.

## الفائزون
| الترتيب | الفائز       |
| ------- | ------------ |
| الفائز  | فيليب جيلبير |
| الثاني  | توم بونن     |
| الثالث  | بوروت بوزيتش |